# راکاوی بیچ (اورگن)
راکاوِی بیچ (به انگلیسی: Rockaway Beach) شهری در شهرستان تیلموک ایالت اورگن است و در سرشماری سال ۲۰۱۱ میلادی، ۱٬۳۱۲ نفر جمعیت داشته که نسبت به سال ۲۰۱۰، ۰٫۶۱ درصد رشد جمعیت داشته‌است.

## موقعیت جغرافیایی
موقعیت جغرافیایی شهرها و مناطق اطراف به شرح زیر است: